# Virtual studio
Il termine virtual studio può riferirsi a qualsiasi strumento tecnologico che cerca di simulare uno studio televisivo e/o cinematografico reale.
Nell'uso più comune, un virtual studio è uno studio televisivo o uno studio cinematografico che consente l'unione in tempo reale di persone o altri oggetti reali con ambienti e oggetti generati dal computer riprodotti su led wall (pareti semicircolari composte da schermi LED). Il tutto senza soluzione di continuità.

## Caratteristiche di un virtual studio
Il punto cardine di un virtual studio è il sincrono nei movimenti tra la cinepresa reale, presente nello studio, e quella 3D che genera le immagini visualizzate sugli schermi. La cinepresa reale può muoversi nello spazio 3D, mentre l'immagine della cinepresa virtuale viene renderizzata in tempo reale dalla stessa prospettiva. L'immagine virtuale deve quindi adattarsi in qualsiasi momento alle impostazioni della cinepresa (zoom, panoramica, angolazione, posizione, ecc...). Questo è ciò che differenzia questa nuova tecnica, chiamata Virtual Production, dalla tecnica tradizionale del chroma key.
Uno studio virtuale non necessita di post-produzione poiché le immagini sono preparate precedentemente e unite ai soggetti reali (attori o oggetti) in tempo reale.
La produzione virtuale utilizza le tecnologie emergenti della realtà mista (XR). La produzione virtuale richiede un grafico 3D e un software di computer grafica 3D per creare lo sfondo virtuale, o qualsiasi elemento grafico che appare dietro i soggetti reali.

### Soluzioni tecniche
Esistono molte soluzioni tecniche per la creazione di studi virtuali, ma la maggior parte di esse include i seguenti componenti:
- Camera tracking (tracciamento della cinepresa), che utilizza misurazioni ottiche o meccaniche per creare un flusso di dati in tempo reale che descrivono l'esatta prospettiva della telecamera.
- Motore di rendering in tempo reale, che utilizza i dati di tracciamento della telecamera e genera un'immagine sintetica di uno studio televisivo (attualmente il più sviluppato è Unreal Engine).
- Un mixer video, che combina il video della telecamera con il video del software di rendering in tempo reale per produrre un output video finale. Uno dei modi più comuni per effettuare il compositing video e sostituire uno sfondo chroma key.

## Vantaggi di uno studio virtuale

### Produttività
Un virtual studio è uno strumento molto produttivo. Questa tecnologia consente ai proprietari dello studio, ai produttori e ai registi di apportare modifiche allo scenario con pochi clic. È molto utile anche per creare programmi diversi nello stesso spazio.

### Utilizzo dello spazio
Questa tecnologia ci consente di produrre video ricchi di contenuti in spazi ridotti. Ciò vale anche per lo spazio di archiviazione delle attrezzature: poiché gli scenari sono virtuali, è necessario archiviare solo i pochi oggetti reali o fisici con cui interagiscono direttamente gli attori.

### Risparmio di produzione
Progettare set di grandi dimensioni è costoso e una volta costruiti sono difficili da modificare. Oltre al continuo bisogno di manutenzione. I virtual studios risparmiano questi costi poiché non richiedono l'intervento di alcun soggetto e sembreranno sempre nuovi.

### Strumento creativo
I virtual studios permettono di portare al limite la capacità di immaginazione umana. Questo perché la libertà di creare scenari e oggetti in uno studio virtuale è molto maggiore che in qualsiasi altro tipo di studio.

### Tecnologia ecosostenibile
Un virtual studio non necessita legno, ne schermi al plasma reali. Persino l'illuminazione si può ottenere con solo pochi punti focali. Gli studi virtuali sono la prima tecnologia ecosostenibile nell'ambito dell'industria radiotelevisiva.

## Svantaggi di uno studio virtuale

### Costo computazionale
Con i sistemi 2D non c'è limite alla complessità dello stage, fatta eccezione per il tempo necessario a progettare e creare l'immagine virtuale sullo sfondo. Con i sistemi 3D in tempo reale, invece, il computer che genera lo studio deve renderizzare l'immagine disegnando la superficie e riempiendola con diverse trame e ombre. Per ottenere il realismo necessario si richiedono più trame, che riducono il framerate massimo ottenibile.
Le attuali limitazioni fanno che le immagini renderizzate a 50 fotogrammi al secondo sono modelli semplici con trame complesse o modelli complessi con trame semplici.
L'aggiunta di effetti di luce e anti-aliasing, oltre a una corretta interpolazione, comporta un aumento del costo computazionale, motivo per cui nemmeno la prossima generazione di supercomputer sarà in grado di realizzare render fotorealistici in tempo reale per gli studi virtuali.

### Differenze nei segnali
L'uso di uno studio virtuale introduce ritardi tra immagine e suono, dovuti alla differenza di segnale tra la cinepresa reale e la cinepresa virtuale. Per risolvere questo problema è necesasrio ritardare il segnale audio per sincronizzarlo con il segnale video.

## Raccomandazioni per l'uso di uno studio virtuale
1. Limite di 3 persone nella scena. Se ci sono più di tre persone sul palco, la realizzazione è più complicata. In primo luogo perché è necessario uno studio più grande e, in secondo luogo, l'illuminazione è molto più complessa.
2. Utilizza più cineprese. Per avere una migliore realizzazione è sempre meglio avere più cineprese per dare più dinamismo alle scene. In un sistema virtuale sarà solo necessario indicare la posizione di ciascuna cinepresa all'interno dello scenario virtuale creato dal computer.
3. Evita gli angoli. È importante ottenere un'illuminazione il più uniforme possibile per evitare la soluzione di continuità con lo sfondo.